# František Schneider
František Schneider (* 21. duben 1987 v Havířově) je český fotbalový záložník, momentálně působící v rakouském klubu SV Absdorf.
Jeho otec František Schneider (* 1961) byl taktéž prvoligovým fotbalistou, v 1. lize hrál za Zbrojovku Brno a RH Cheb. Jeho děd František Schneider (* 1940) byl významným uničovským hráčem (1. mládežnický reprezentant v historii tohoto klubu) a trenérem.
S fotbalem začínal v klubu Sparta Brno, v roce 2001 však přestoupil do konkurenčního Boby. V roce 2007 si odbyl prvoligovou premiéru, následující zimu však byl poslán na hostování do Jihlavy. Zde odehrál 28 utkání, ve kterých vstřelil 4 branky a v zimě 2009 se vrátil zpět do Brna.